# Wormaldia sumuharana
Wormaldia sumuharana är en nattsländeart som beskrevs av Kobayashi 1980. Wormaldia sumuharana ingår i släktet Wormaldia och familjen stengömmenattsländor. Inga underarter finns listade i Catalogue of Life.